# De Derde Kamer (boek)
De Derde Kamer is een politieke roman geschreven door Jan Terlouw en uitgegeven door L.J. Veen in 1978. Het boek beschrijft de verwikkelingen van de fractie van de fictieve politieke partij PSL, die met acht zetels in de Tweede Kamer zit.
Het boek bestaat uit twee delen: 'Meten' en 'Wegen'. Belangrijke onderdelen van het boek zijn de gang van zaken binnen een Tweede Kamerfractie en de verschillende karakters van de fractieleden en hun onderlinge verhoudingen.

## Leden van de fractie
- Johan Douwens: hij is de man die in het boek het meest aan bod komt. Hij is getrouwd met Tineke, maar hun huwelijk loopt moeilijk. Hij heeft twee kinderen en zijn vader, die melkboer is, stopt in de loop van het verhaal met zijn werk.
- Arend Streefkerk: hij is de fractieleider en een lange man met brede schouders en veel charisma. Zijn vader was overleden tijdens de Tweede Wereldoorlog en hij heeft als oudste zoon thuis veel verantwoordelijkheid genomen. Hij is vroeg getrouwd, is hierna nog burgemeester geweest en na de oprichting van de PSL zonder veel moeite verkozen tot lijsttrekker.
- José Merkelbach: zij is jong en idealistisch en heeft grote bewondering voor Arend, wiens voorstellen zij meestal steunt. Zij wordt vaak bespeeld door Arend zonder dit door te hebben.
- Bart Schoonderwoerd: hij is jong en een beetje een flierefluiter en vrouwenversierder.
- Wijnand van Manen: hij is een zeer goed debater en een goed politicus, maar ook een alcoholist. Zijn vader was een rijke fabrikant die niet goed voor zijn werknemers zorgde. Toen hij in 1936 sympathie voor de NSB liet blijken, besloot Wijnand te vertrekken. Hij werd lid van de SDAP en studeerde na de Tweede Wereldoorlog rechten. Bij de SDAP was hij niet helemaal gelukkig en na vijftien jaar niet aan een politieke partij verbonden te zijn werd hij een van de oprichters van de PSL.
- Hubèrt van Borsselen: hij heeft een tijd in Frankrijk gewoond en is daar getrouwd geweest met een vrouw (Madeleine) die psychische problemen had en waarschijnlijk zelfmoord gepleegd heeft. Uit dit huwelijk had hij een zoon (Marc). Nadat zij beiden naar Nederland zijn verhuisd, is Marc doodgereden terwijl hij bij de straat speelde. Hierna is Hubèrt de politiek in gegaan. Hij is tegen auto's en staat bekend om lange toespraken, inclusief veel Bijbelcitaten.
- Lotte: zij is wiskundige geweest en zeer rationalistisch ingesteld. Zij heeft geen vriend en ook nooit gehad, hoewel ze er wel steeds meer behoefte aan heeft. Zij is in de politiek terechtgekomen nadat ze iets totaal anders wilde gaan doen.
- Herman: hij is getrouwd en heeft drie kinderen. Hij is geen bevlogen spreker en wordt door geen van de anderen echt aardig gevonden. Daarom laat de rest van de fractie hem meestal links liggen.

## Het verhaal
De PSL zit met acht mensen in de Tweede Kamer. Johan heeft het plan om met de fractie het land in te trekken en een probleem zeer uitgebreid en van alle kanten te bekijken. Arend is hier tegen, zonder dit direct te laten merken, en probeert anderen tegen het plan te laten stemmen. Na een meerderheid te hebben gekregen gaan de fractieleden (met uitzondering van Arend die in Den Haag blijft) het land in om er achter te komen hoe het met de kleine middenstander gaat nu de samenleving steeds meer verandert. Alle leden bekijken verschillende onderdelen en ze komen er achter dat mensen steeds eenzamer worden en minder sociale samenhang voelen, ondanks dat ze veel meer tijd hebben gekregen door de technische vooruitgang.
Johan gaat onder andere langs bij de leveranciers. Bij een kaasfabriek hoort hij dat een partij kaas is afgekeurd, omdat er gifkorrels in de korst terecht zijn gekomen. Wanneer Johan bij zijn vader langsgaat die net gestopt is als melkboer, komt er een handelaar langs om een partij komijnekaas te verkopen. Johan besteed hier verder weinig aandacht aan. Later gaat Johan langs bij de handelaar voor meer informatie voor het project over de middenstand. Hij komt er toevallig achter dat de handelaar de partij kaas met gif in de korst aangekocht heeft. Hij besluit nog even te wachten met het waarschuwen van de politie. Dit blijkt verkeerd want zijn dochter Judith wordt door de handelaar ontvoerd om Johan onder druk te zetten om te zwijgen.
Samen met zijn fractie discussieert Johan de hele nacht over het probleem: Judith opofferen of misschien anonieme kinderen die het gif in de korrels binnenkrijgen. Het probleem wordt gerationaliseerd: is het gif wel echt dodelijk (waarschijnlijk alleen voor kinderen) en om hoeveel dode kinderen zou het gaan (beredeneerd wordt ongeveer drie). Ook is er het probleem of Tweede Kamerleden meer morele verantwoordelijkheid hebben dan andere burgers. Uiteindelijk wordt het tijdens de stemming vier-vier: Lotte, Bart, Herman en Wijnand zijn voor het waarschuwen van de politie, Johan, Arend, José en Hubèrt niet. Hubèrt besluit af te treden als lid van de fractie omdat hij zijn besluit tegen zijn idealen in vindt gaan.
Uiteindelijk wordt Judith 's ochtends vroeg gered door een louche vriend van Lotte, waardoor het dilemma opgelost is.

## Achtergrond
Het boek werd uitgegeven in 1978, een tijd dat Jan Terlouw zelf in de Tweede Kamer zat voor D66. Aangezien D66 bij de Tweede Kamerverkiezingen van 1977 acht zetels haalde, lag het voor de hand de fractie van de PSL en D66 te vergelijken. Zo is de man-vrouwverhouding in de fractie hetzelfde en zijn er grote overeenkomsten in de ideologie en het jaar van oprichting. Jan Terlouw heeft in een 'Noodzakelijk woord vooraf' gesteld dat deze overeenkomsten voor een groot deel op toeval berusten en dat hij het boek geschreven heeft voordat de kandidaatslijst voor de Tweede Kamerverkiezingen van 1977 bekend was.
In de kritieken werd de poging van Terlouw om de politiek inzichtelijker te maken geprezen. Er werd echter negatief geschreven over de hoeveelheid intriges en verwikkelingen. Ook de stijl werd negatief beoordeeld.